# Dan (peuple)
Pour les articles homonymes, voir Dan.
Les Dan (aussi appelés Yacouba), ou plus précisément les Danwopeumin « ceux qui parlent le dan », sont un peuple d'Afrique de l'Ouest vivant principalement au centre-ouest de la Côte d'Ivoire, près des villes de Man, Danané, Biankouma, Zouan-Hounien, Sipilou, Sangouiné et une partie à Toulepleu. Toulepleu était un village Yacouba "le village de Troh", en dialecte Yacouba. Les Guérés s'y sont installés en masse. Aujourd'hui même s'il reste des Yacouba à Toulepleu, cette ville est majoritairement Guéré. Quelques communautés Dan Yacouba vivent également de l'autre côté de la frontière, au nord-est du Liberia, dans le comté de Nimba, près du district de Tappita et en Guinée.
L'organisation sociale est celle d'une société de masques.

## Ethnonymie
Selon les sources et le contexte, on rencontre d'autres formes : Dan-Gioh, Dans, Ge, Gioh, Gio, Gué, Guio, Gyo, Yacouba, Yacoubas, Yacuba, Yakouba, kla, Yaonigbè.
..

## Population
Leur nombre total est estimé en l'an 2021 à 3 000 000 personnes.

## Langues
Leur langue est le dan, une langue mandée qui compte environ un million de locuteurs, dont 800 000 en Côte d'Ivoire (1993), 175 000 au Liberia (1993) et quelques centaines en Guinée (2001).

## Économie
Ce sont avant tout des agriculteurs.

## Culture
Leurs sculptures sur bois sont réputées, notamment les masques et les cuillers.

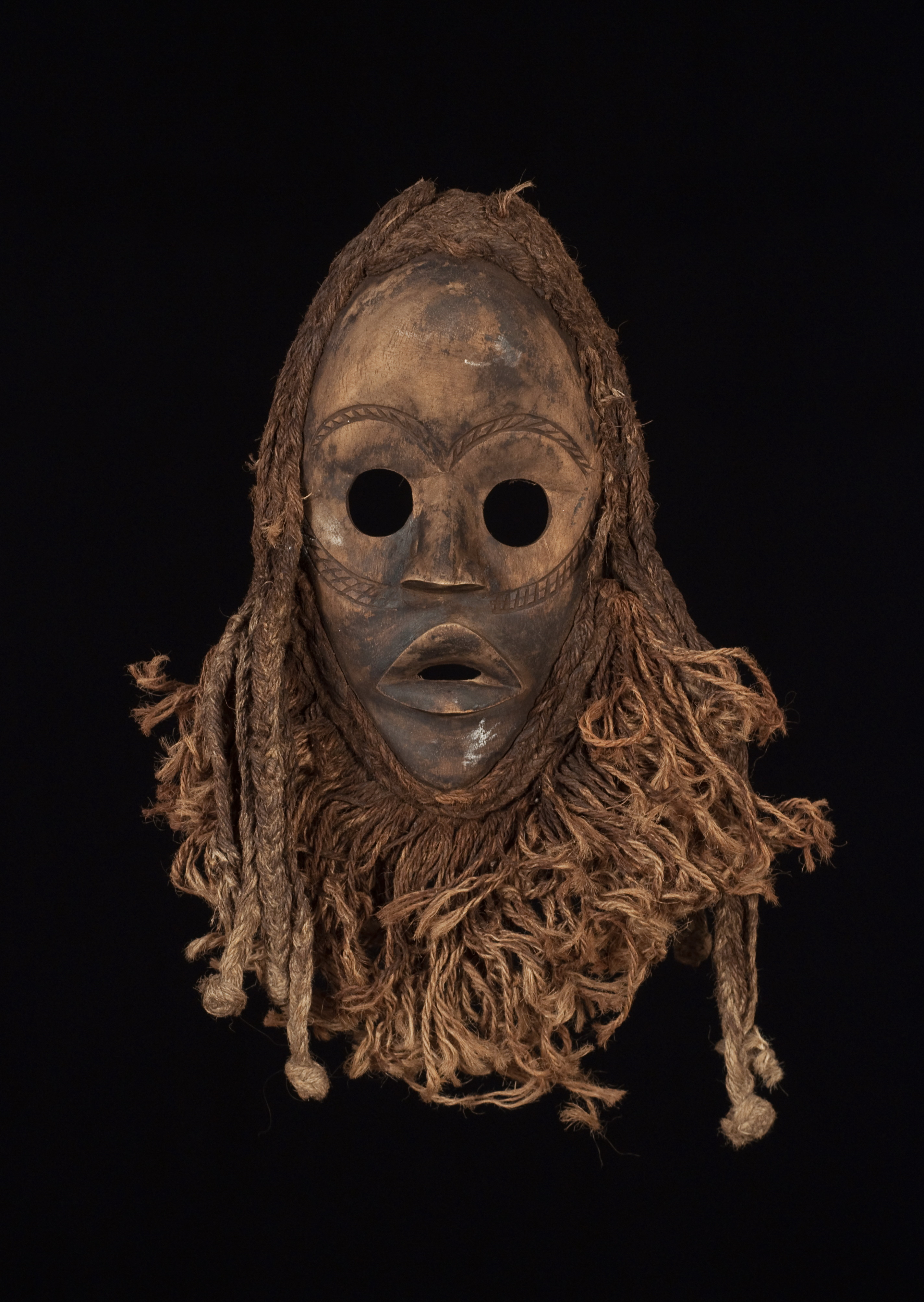
Masque
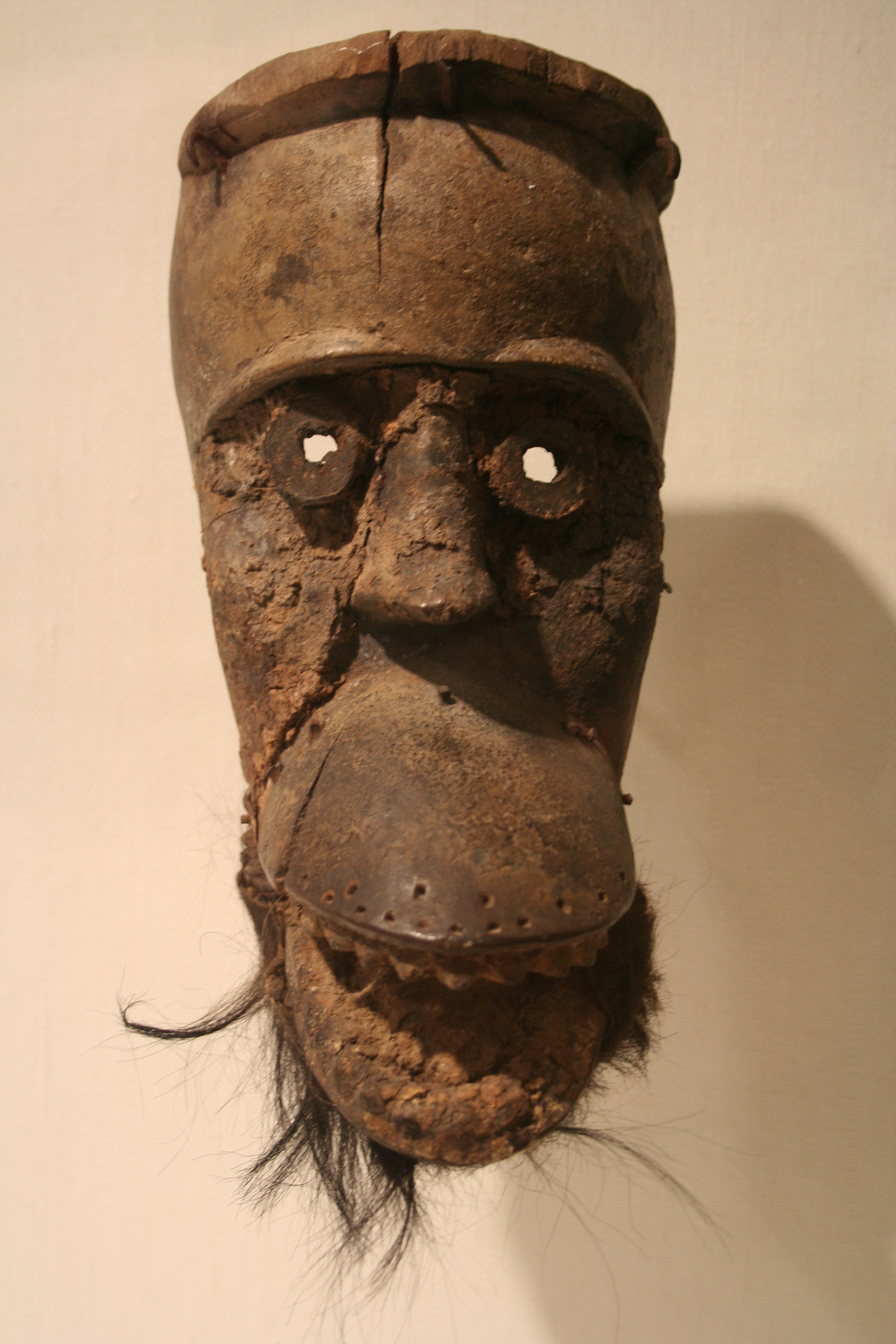
Masque Brooklyn Museum
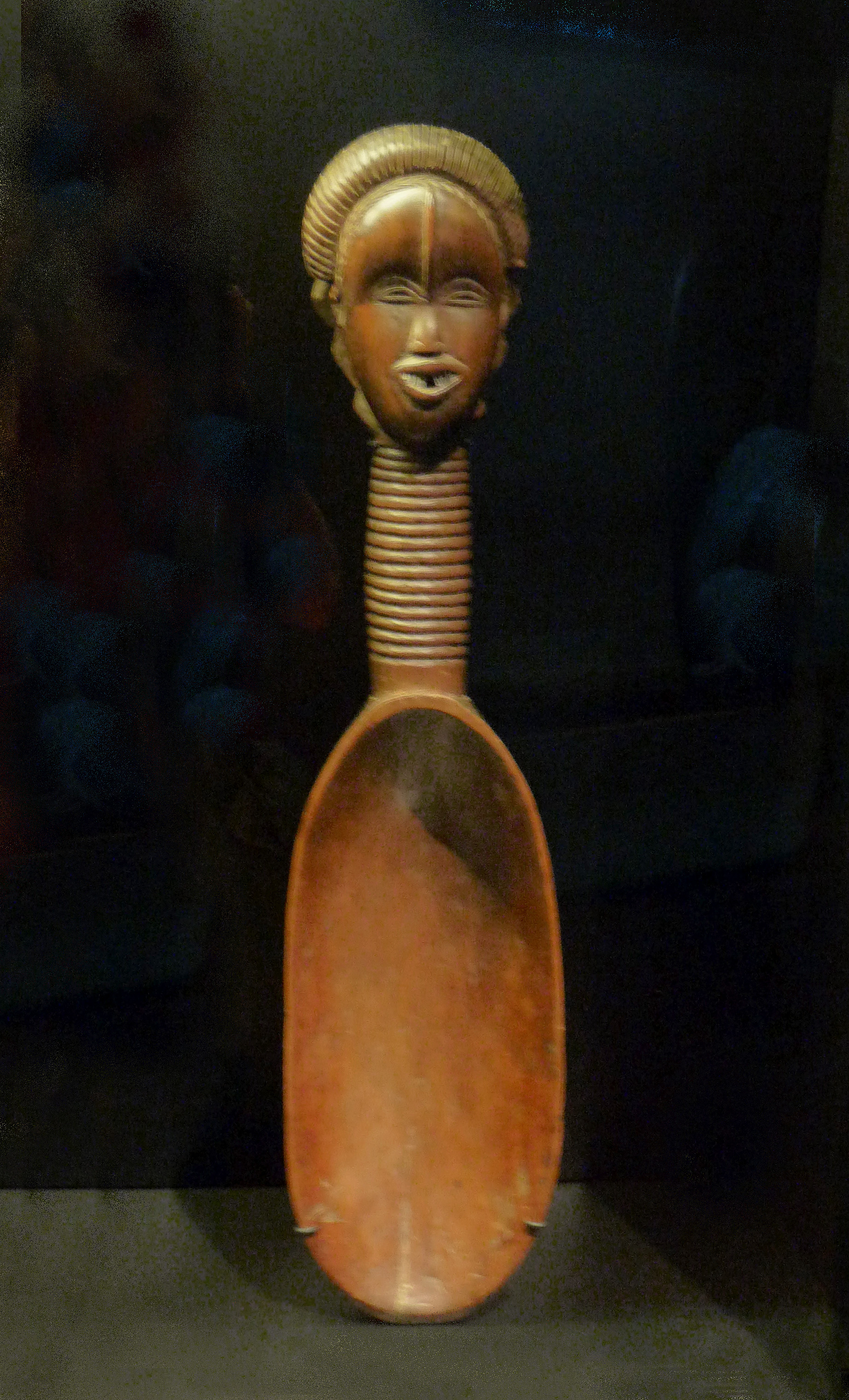
Cuiller à visage féminin Musée du quai Branly
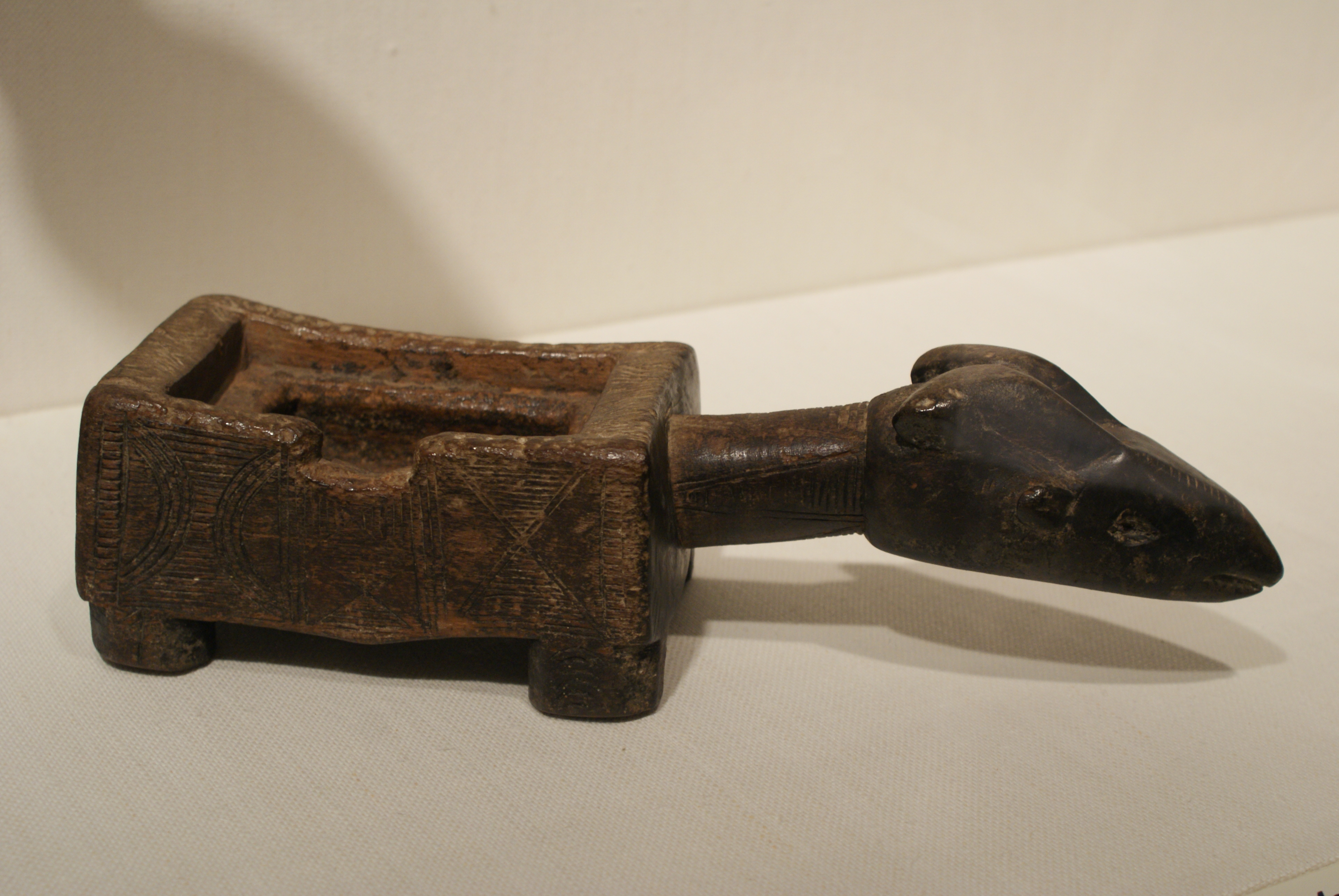
Boîte Brooklyn Museum
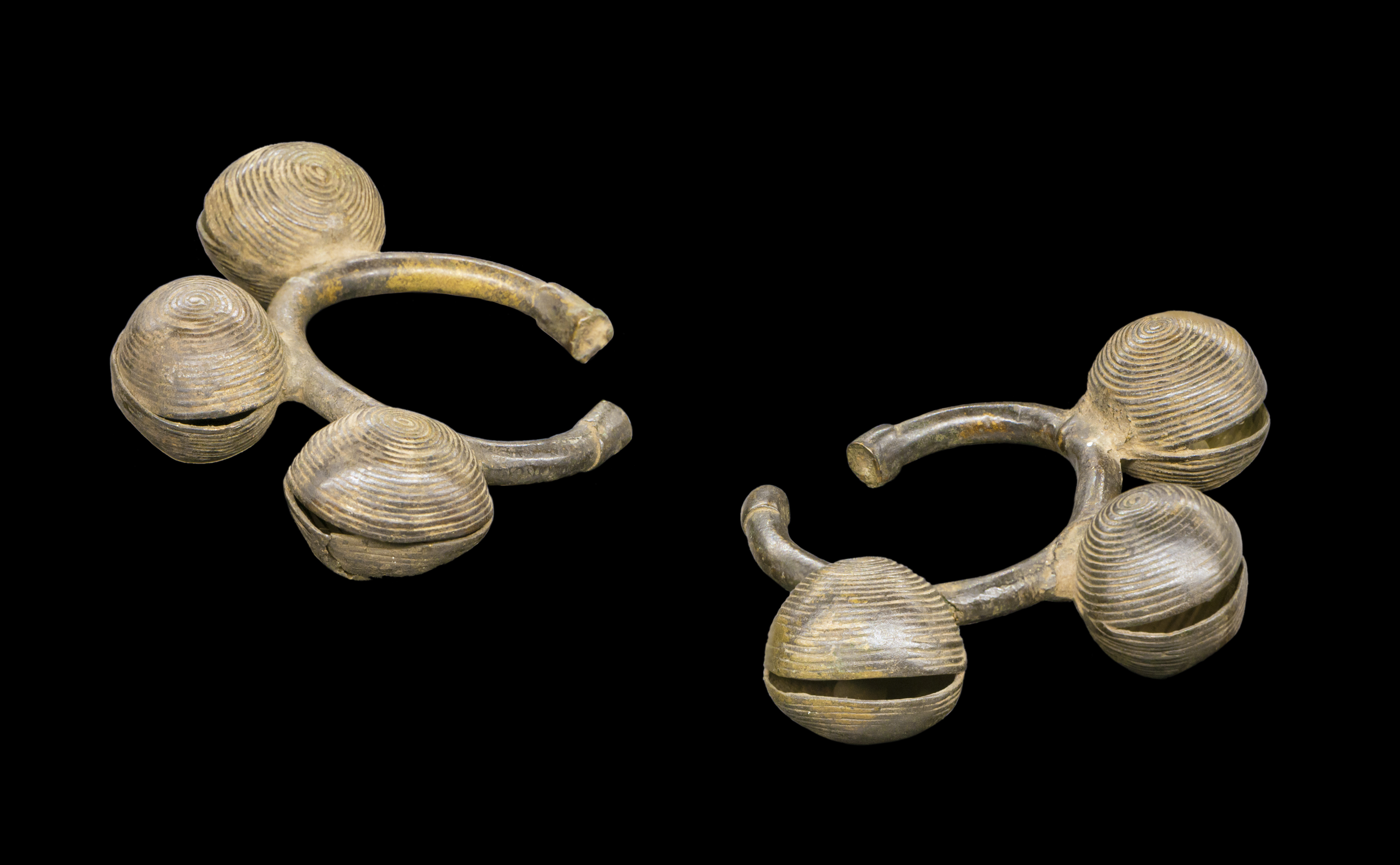
Bracelets de cheville Collection Gallieni MHNT

### Filmographie
- (de) Dan (Westafrika, Elfenbeinküste) : Tanz mit einer Gifschlange (9 min 33 s) ; Maskentreiben zum Jahresabschluß in Biankouma (14 min 32) ; Singmaske « gegõn » in Maple (15 min 08 s) ; Singmaske « polonida » in Glekpleple  (6 min 58s), films documentaires de Hans Himmelheber, IWF Wissen und Medien gGmbH, Göttingen, 1970 (DVD)
- Yacouba : secrets masqués, film documentaire réalisé par Patrice Landes, L'Harmattan vidéo, Paris, 2010, 47 min (DVD)
- Les Danites de Côte d'Ivoire, Part 1[6] et 2[7] (2 x 30 min), film documentaire de David Szerman, diffusé sur France2 en 2010